# 復興利権
復興利権（ふっこうりけん）とは震災からの復興にともなって発生する利権。

## 東日本大震災
2011年の東日本大震災(東北地方太平洋沖地震)や福島第一原子力発電所事故では多くの復興利権が発生した。東日本大震災は従来の震災とは違い、ゼロからの町づくりを行うということから、復興利権は30兆円規模の利権となり、復興を担う政治家や業界は被災者を救援するという重要な職責を任されると同時に多くの利権を手にすることとなる。大手のゼネコンは東日本大震災からの復興の場合にはリスクの高い業務であるということから、通常よりも高い金額を見積もることができたり、雨が降った場合には線量がすぐ高くなり同じ場所で繰り返し稼げたりする。それ以上に、業務を発注することで中間マージンを搾取している大手ゼネコンは割り増しの分も折半であることから手を汚さないで多く稼げているという。このようなゼネコンを支援しているのが環境に高い関心を持つ専門学者や市民団体であり、彼らが放射能汚染の恐怖を訴えれば訴えるほどゼネコンの利益となっていく。中にはゼネコンから多額の支援費を受け取った上で放射能の不安をあおるという仕事をしている学者も存在するという。